# Улица Дрейлиню (Рига)
Улица Дре́йлиню (латыш. Dreiliņu iela) — улица в левобережной части города Риги. Пролегает в северо-западном направлении, от улицы Орманю до перекрёстка с улицей Агенскална. Южная часть улицы (до пересечения с улицей Калнциема) относится Земгальскому предместью Риги и историческому району Агенскалнс, северная часть — к Курземскому району, по ней проходит граница исторических районов Агенскалнс и Засулаукс.

## История
Небольшой отрезок южной части улицы Дрейлиню (от ул. Орманю до нынешней ул. Эрнестинес) показан уже на карте 1876 года, в то время эта улица называлась Малая Ямская (нем. Kleine Fuhrmannstrasse, латыш. Mazā Fūrmaņu iela). В 1901 году получила своё нынешнее название (нем. Dreylingstrasse, рус. Дрейлингская улица). Предполагается, что оно дано в честь рижского бургомистра Мельхиора фон Дрейлинга (1623—1682), имя которого носило и одна из старинных усадеб на территории современной Риги. Других переименований улицы не было.

## Транспорт
Общая длина улицы Дрейлиню составляет 765 метров. На всём протяжении асфальтирована, разрешено движение в обоих направлениях. На перекрёстке с улицей Калнциема движение прямо по ул. Дрейлиню запрещено, обязателен правый поворот на ул. Калнциема.
На участке от ул. Агенскална до ул. Калнциема по улице Дрейлиню проходит маршрут автобуса № 56, имеется одноимённая остановка.

## Застройка
В начале улицы почти полностью сохранилась историческая застройка (преимущественно 2-этажная) начала XX века.
- Дом № 3 — построен как частный жилой дом с фотосалоном фотографа А. фон Бормана в 1928 году.
- Дом № 5 — построен как частный дом механика Хейманиса (1902, архитектор Гейнрих Девендрус), второй этаж надстроен позже.
- Дом № 6 — изначально особняк плотника и торговца Густава Аустера (1906, архитектор Оскар Бар), памятник архитектуры местного значения[7].
- Дом № 7 — построен как доходный дом в 1909 году.
- Дом № 9 — жилой дом, построен в 1936 году на месте бывшей фабрики минеральных и фруктовых вод Нейланда.
- Дом № 15 — жилой дом (1909–1912, перестроен архитектором В. Шервинским в 1929—1930), памятник архитектуры местного значения[8].
- Уголовой дом по ул. Капселю, 12 (1910-1911, архитектор Эдмунд фон Бетигер) — памятник архитектуры местного значения.

Чётную сторону улицы на участке между ул. Кристапа и Агенскална занимает микрорайон Агенскалнские Сосны с типовыми 5-этажными домами.

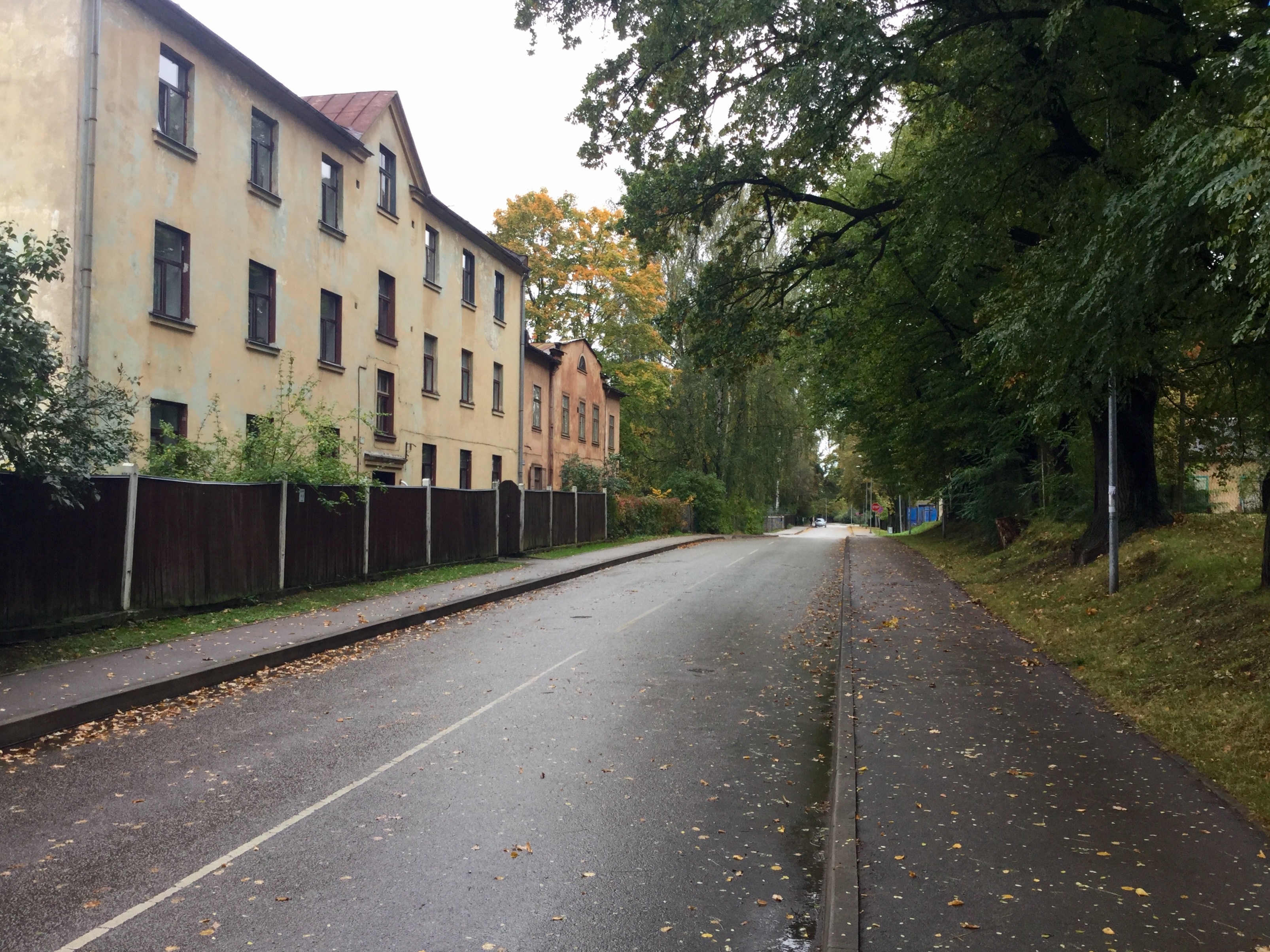
Начало улицы
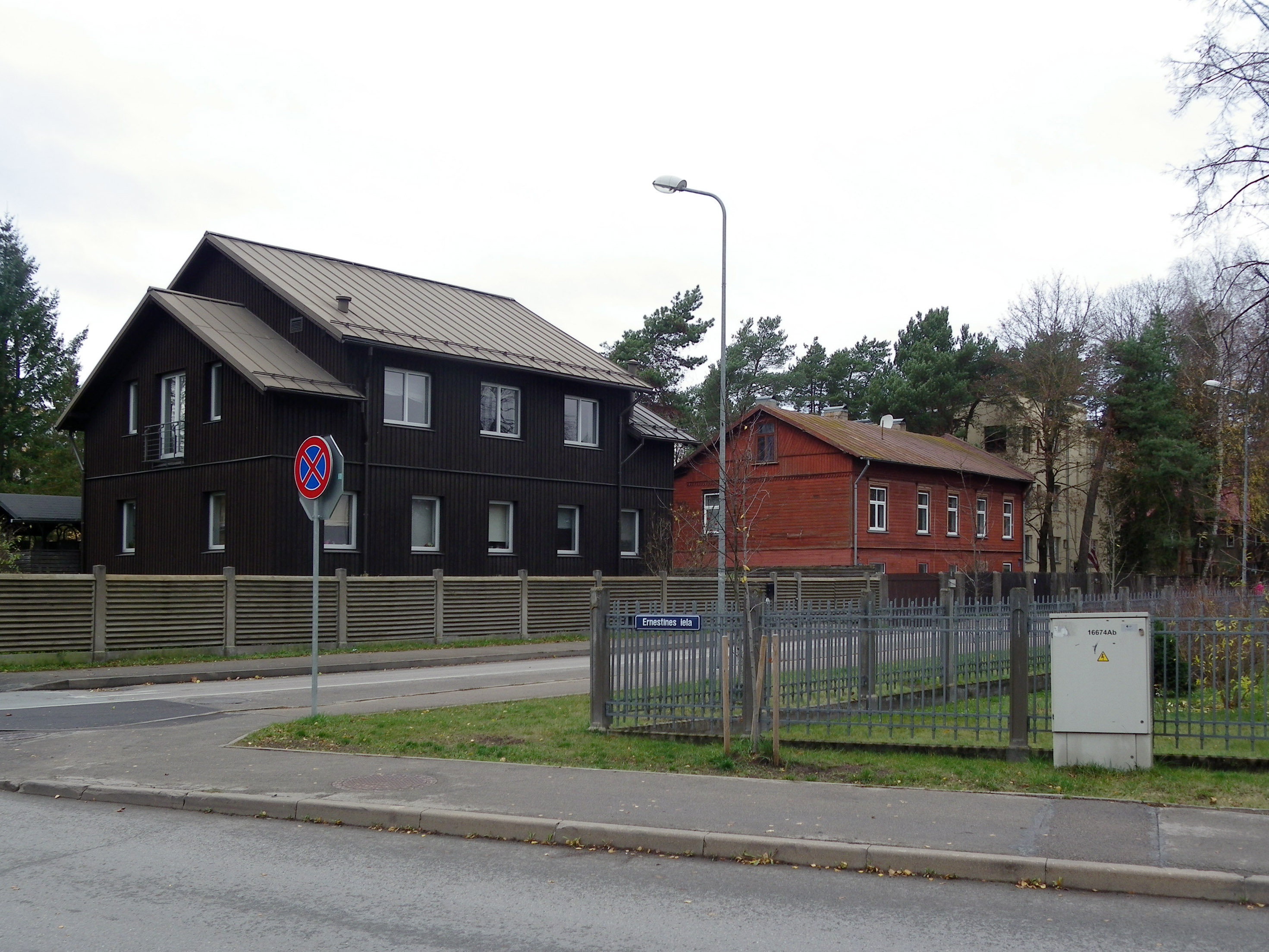
Дома № 3 и 5
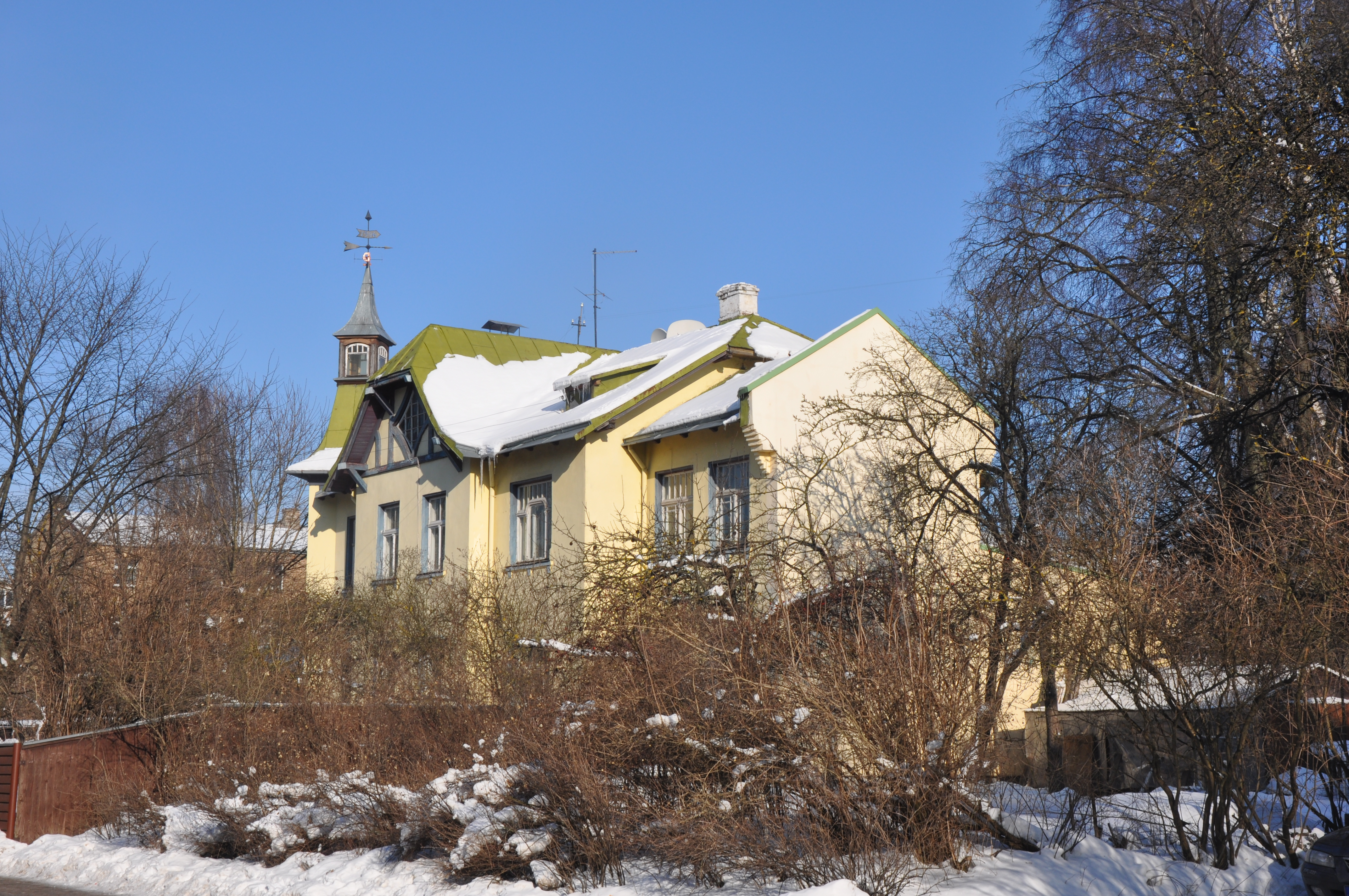
Дом № 6
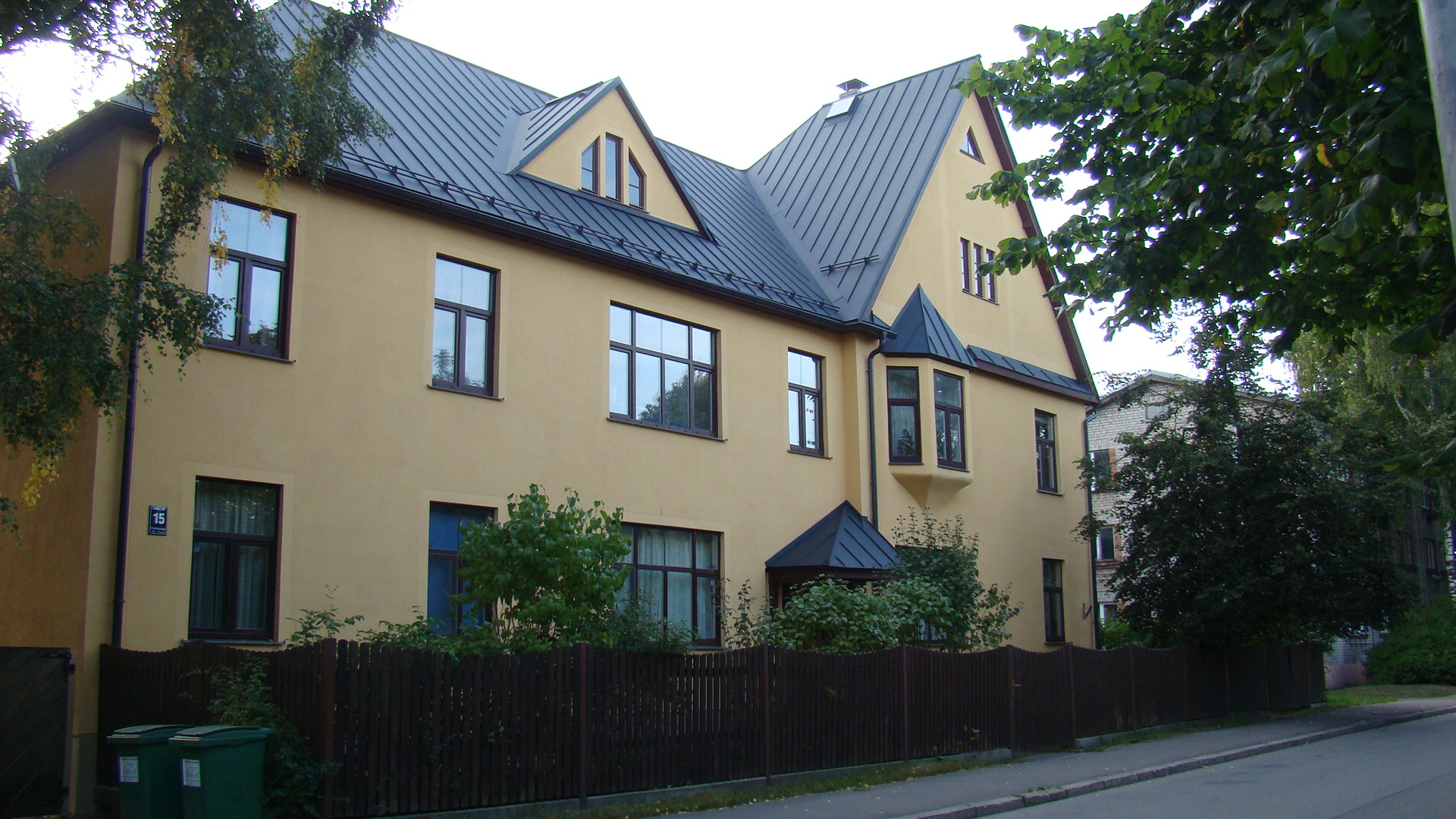
Дом № 15

## Прилегающие улицы
Улица Дрейлиню пересекается со следующими улицами:
- улица Орманю
- улица Эрнестинес
- улица Капселю
- улица Калнциема (нет сквозного проезда)
- улица Кристапа
- улица Валентина
- улица Агенскална